# Élő-pontrendszer

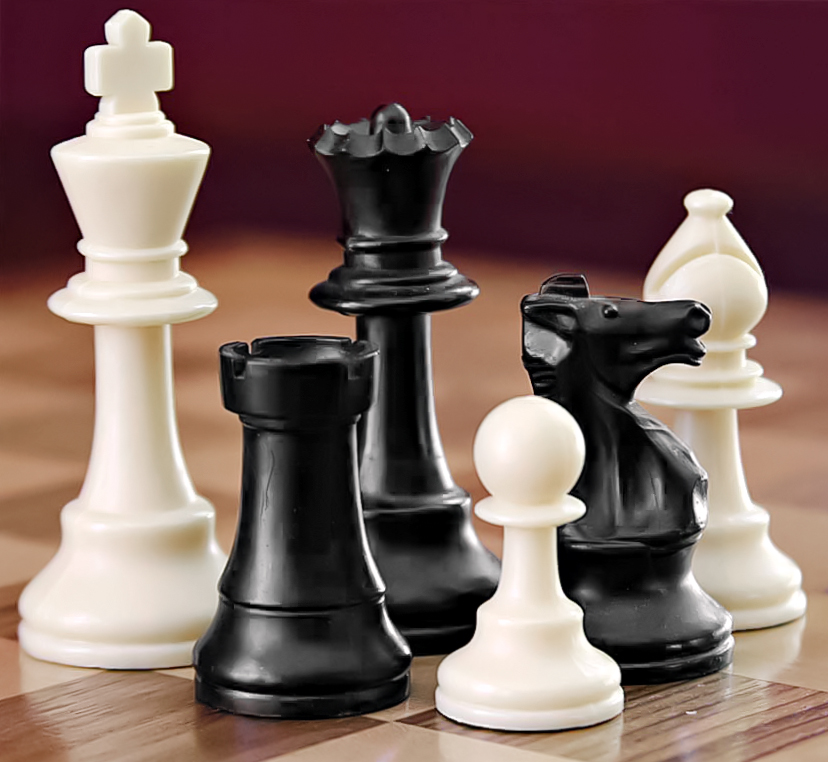
Sakk

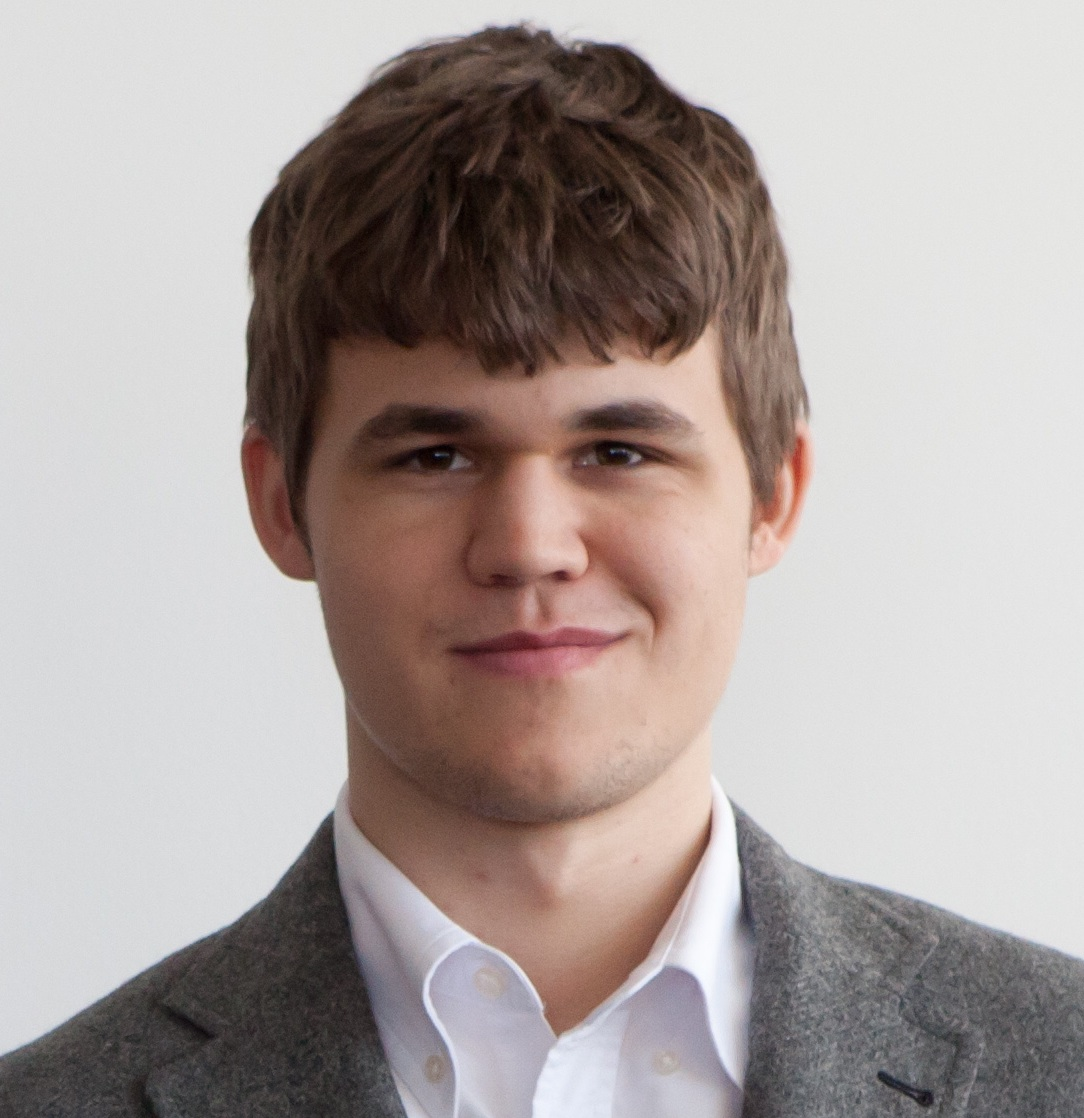
Magnus Carlsen, a FIDE világranglistájának vezetője 2862 ponttal 2015 januárjában. (Ugyanezen a listán Rapport Richárd 2716 ponttal a 32., Lékó Péter pedig 2713 ponttal a 36.)

Az Élő-pontrendszer a kétszereplős játékokban, mint a sakkban vagy a góban versenyzők egymáshoz viszonyított aktuális játékerejének mérésére létrehozott rendszer.
Nemzetközileg ismert neve Elo (gyakran nagybetűkkel ELO, bár nem betűszó). Nevét Élő Árpád (angol, külföldön ismertebb nevén Arpad Elo) magyar születésű amerikai fizikaprofesszorról kapta.
Élő eredetileg a korábban a sakkban alkalmazott értékelési rendszer továbbfejlesztéseként dolgozta ki, de ma már több sportágban használják, még csapatjátékokra is, sőt a számítógépes játékok játékosainak értékelésére is.
Élő Árpád 1939-es alapításától tagja és aktív játékosa volt az USCF-nek, az Egyesült Államok Sakkszövetségének (United States Chess Federation). Élő rendszere előtt az USCF a Kenneth Harkness tervezte numerikus értékelési rendszert használta, amelyet azonban sok bírálat ért. Élő az USCF kérésére a statisztikai tényeket jobban felhasználó rendszert készített.

## A rendszer
A rendszer lényege, hogy a versenyeken elért helyezés alapján lényegében szubjektív arányok alapján odaítélt pontszámok helyett a megítéléstől független statisztikai módszert alkalmaz. Sok sportágban egyes versenyeket másokhoz képest kiemelten kezelnek, például aki megnyer egy bizonyos golfversenyt, az az egyéni értékelésben akár ötször annyi pontot is szerezhet, mint aki egy kevesebbre tartott verseny nyertese.
A statisztikai módszer ehelyett olyan modellt alkalmaz, amelyben egy-egy mérkőzés eredményét az egyes játékosok addigi játékerejét képviselő változó határozza meg. Az erősebb játékost megverni jó eredmény, amely pozitívabb módon hat vissza a győztes játékerő-változójára, mintha viszonylag gyengébb játékos ellen győzött volna, ha viszont valaki gyengébb játékerejű ellenféltől kap ki, az negatívan hat a saját játékerő-változójára. Így a rendszer megőriz valamit a jutalom-büntetés elemeiből, de valójában statisztikai jellegű.
Élő alapfeltevése az volt, hogy egy sakkjátékos teljesítménye egy adott játszmában egy normális eloszlású valószínűségi változó. Bár ugyanazon játékos egyik játszmában játszhat jobban, a másikban rosszabbul, a feltevés szerint a játékos átlagos teljesítménye az idő folyamán csak viszonylag lassan változik.
Ezen kívül egy további feltevés is szükségessé válik a teljesítmény méréséhez. A sakkjátszma eredménye győzelem, döntetlen, vagy vereség lehet. Ha egy játékos győz, a feltevés szerint ebben a játszmában jobban teljesít, mint ellenfele, ha veszít, akkor rosszabbul, döntetlen esetén pedig közel azonos szinten.
A számítás egyszerűsítése érdekében Élő nem vette tekintetbe, hogy egy döntetlen játszma különböző teljesítményeket tükrözhet, vagy hogy különböző játékosok valószínűleg más-más szórásban térhetnek el átlagos teljesítményüktől. Ugyanakkor nagyon egyszerű módszert választott a változó – azaz a játékerő – becslésére. Az előző pontszám alapján az ellenfelek pontszámával összehasonlítva könnyen kiszámítható, hogy egy adott játékos elvárhatóan hány játszmát nyerhet meg. Ha ennél többet nyer, a pontszámát lineáris arányban felfelé, ha kevesebbet, lefelé kell módosítani.
Manapság Élő egyszerűsítő megkötései nem szükségesek, mivel a számítógép ezek nélkül is gyorsan el tud végezni bonyolult statisztikai számításokat. Többen, mint például Mark Glickman elő is álltak kifinomultabb (bonyolultabb) modellekkel ugyanezen változók mérésére. 2005 novemberében az Xbox Live online játékszolgáltatás bevezette a Trueskill pontrendszert, amely a Glickman-pontrendszert terjesztette ki több játékosú, illetve több csapatú játékokra. Az Élő-rendszernek ugyanakkor pont a számítási egyszerűség az erőssége: egy sakkversenyző akár egy zsebszámológép segítségével is meg tudja állapítani, hogyan változik majd a hivatalos pontszáma, ami erősíti a pontrendszer megbízhatóságának érzetét.

## Bevezetése
Az USCF 1960-ban vezette be Élő rendszerét, amelyről gyorsan kialakult az a vélemény, hogy pontosabb és igazságosabb a Harkness-rendszernél. 1970-ben az Élő-pontrendszert vette át a FIDE is. Élő 1978-ban könyvet adott ki a rendszerről „The Rating of Chessplayers, Past and Present” (Sakkozók értékelése a múltban és a jelenben) címmel.
A későbbi statisztikai tesztek azonban azt mutatták ki, hogy a sakkteljesítmény matematikailag biztosan nem normális eloszlású. A gyengébb játékosok nyerési esélyei jóval nagyobbak, mint azt az Élő-modell jósolja. Ezért az USCF és a FIDE is logisztikus eloszlásra épülő függvény alkalmazására tért át. Élő Árpád munkájának elismeréséül azonban mindkét szervezet továbbra is az „Élő-pontrendszer” nevet használja.

## Összehasonlító értékelés
Az „Élő-pontszám” szó hallatán általában a FIDE által kiosztott pontszámot értik, de ez gyakran félrevezető lehet. A FIDE-n kívül ugyanis az Élő elveire épített rendszert más szervezetek is használnak, mint pl. az USCF, az Internet Sakk Klub (Internet Chess Club, ICC), a Yahoo Játékok vagy a ma már nem működő Professzionális Sakkozók Szövetsége. A sakk mellett más szellemi sportokban, például a góban is használják az Élő-pontokon alapuló ranglistát, a Magyar Gószövetség például az Élő-pontszám alapján határozza meg a játékosok danban és kyuban kifejezett játékerejét. Minden szervezet önállóan interpretálja Élő eredeti elveit (ezért talán pontosabb Élő-pontrendszerekről, mint Élő-pontrendszerről beszélni).
Így a tévedés elkerülése végett érdemes az Élő-pont mellé odatenni, melyik rendszerről van szó, például: „2002 augusztusában Gregory Kaidanov FIDE pontszáma 2638, USCF pontszáma 2742 volt.” Fontos tudni, hogy a különböző rendszerekben kapott pontszámok nem közvetlenül összehasonlíthatók. Egy 2500 körüli FIDE-pontszámú játékos pontszáma az USCF-nél például közel 2600 lenne, az ICC-nél pedig 2500 és 3100 között.

## Statisztikai tények
Néhány statisztikai tény a játékosok pontszám alapú kategorizálására a FIDE-nél (2022 áprilisi adatok alapján):
- 20 522 játékosnak volt több, mint 2200 Élő-pontja (ez a mesterjelölti cím minimum küszöbe).
- 2167 játékosnak volt 2400 és 2499 közötti pontszáma (legtöbbjük nemzetközi mester vagy nagymester címmel rendelkezett).
- 705 játékosnak volt 2500 és 2599 közti Élő-pontszáma (a legtöbbjük nagymesteri című).
- 219 játékos rendelkezett 2600 és 2699 közti pontszámmal.
- 36 játékosnak volt 2700 és 2799 közt a pontszáma.
- 3 játékos rendelkezett 2800 fölötti értékkel a vizsgált hónapban.

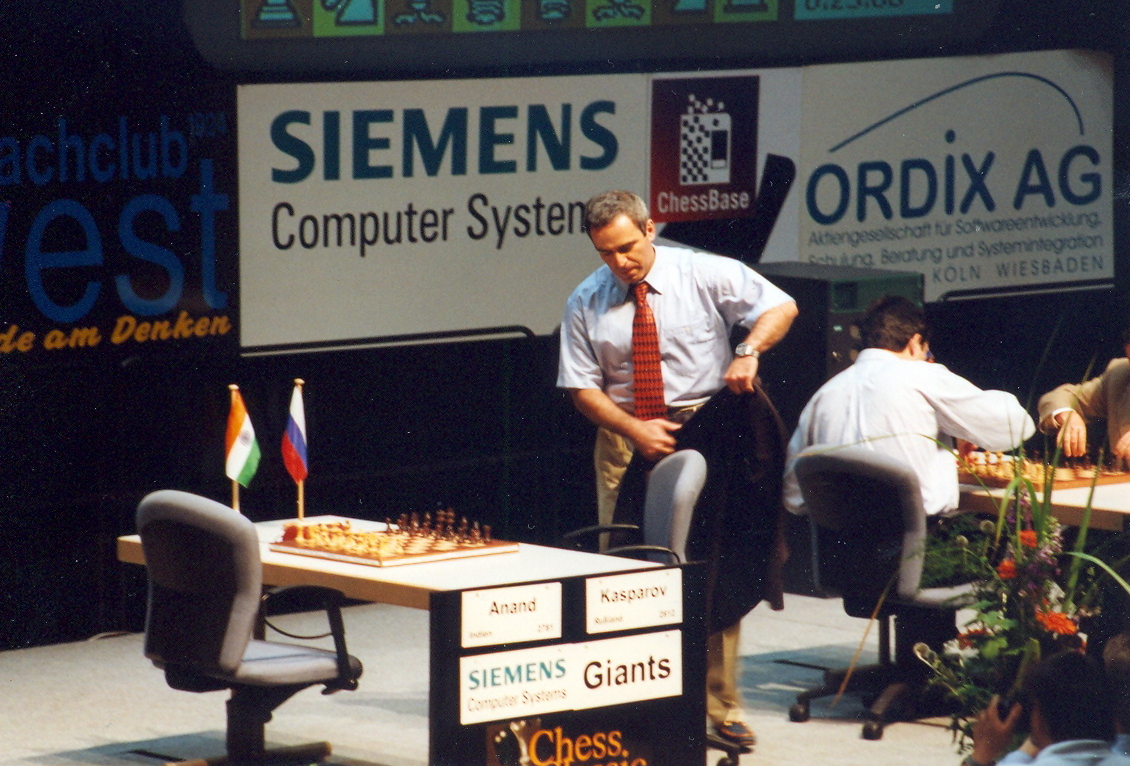
Garri Kaszparov 1999 júliusában Frankfurt am Mainban.

- A 2800-as, illetve efeletti szintet 2022 áprilisig 14 játékos érte el: az orosz Garri Kaszparov és Vlagyimir Kramnyik, a bolgár Veszelin Topalov, az indiai Visuvanádan Ánand, a norvég Magnus Carlsen, az olasz Fabiano Caruana, az orosz Alekszandr Griscsuk, az örmény Levon Aronján, az amerikai Wesley So, az azeri Şəhriyar Məmmədyarov, a francia Maxime Vachier-Lagrave, az amerikai Nakamura Hikaru, a kínai Ting Li-zsen és a francia Ali-Reza Firuzdzsá. A rekord pontszámot, 2882-t Carlsen érte el, a 2014. májusi listán.
- 2700 és efeletti szintet 2022. áprilisig 124-en értek el, ezeket a játékosokat néha szupernagymesterek néven emlegetik. Csaknem valamennyien a legutóbbi másfél évtized játékosai (csak ketten érték el legmagasabb pontszámukat 1993 előtt), ami csalóka lehet a korábbi játékosok játékerejét illetően, hiszen a pontszámok az idő folyamán „inflálódhatnak” (vagy akár deflálódhatnak). 2700 fölötti Élő-pontszámot 2022. áprilisig öt magyar sakkozó ért el: Rapport Richárd, Lékó Péter, Polgár Judit, Almási Zoltán és Berkes Ferenc.

## A teljesítmény-pontszám
A teljesítmény-pontszám mutatót egy-egy játékosnak egy adott versenyen elért teljesítményének mérésére és más játékosokéval való összehasonlítására szokták használni. A számítási módszer:
Veszik
- a megvert játékosok Élő-pontszámát és hozzáadnak 400-at
- az elvesztett partikból az ellenfelek Élőjét, levonva 400-at
- a döntetlen partikból az ellenfelek pontszámát
- majd a végén mindezen pontok összegét elosztják a játszott partik számával

## A FIDE-versenyek kategorizálása
A FIDE a sakkversenyeket a részt vevő játékosok Élő-pontszámának átlaga alapján sorolja kategóriákba. A kategóriák 25 pontonként változnak (az 1-es kategóriájú versenyen az átlag Élő-pontszám 2251 és 2275 között van, a 2-es kategóriában 2276-2300 stb). A legmagasabb jelenleg a 21-es kategória.
| Kategória | Pontszámsáv              |
| --------- | ------------------------ |
| 15        | 2601-2625 átlag Élő-pont |
| 16        | 2626-2650                |
| 17        | 2651-2675                |
| 18        | 2676-2700                |
| 19        | 2701-2725                |
| 20        | 2726-2750                |
| 21        | 2751-2775                |

## Számítógépek pontszámai
|    | |    |    |    |    |    |    |
|    | \| \| \| \| \| \| \| \| \| \| \| \| \| \| \| \| \| \| \| \| \| \| \| \| \| \| \| \| \| \| \| \| \| \| \| \| \| \| \| \| \| \| \| \| \| \| \| \| \| \| \| \| \| \| \| \| \| \| \| \| \| \| \| \| \| \| \| \| \| \| \| \| |    |    |    |    |    |    |
|    | |    |    |    |    |    |    |
| a8 | b8 | c8 | d8 | e8 | f8 | g8 | h8 |
| a7 | b7 | c7 | d7 | e7 | f7 | g7 | h7 |
| a6 | b6 | c6 | d6 | e6 | f6 | g6 | h6 |
| a5 | b5 | c5 | d5 | e5 | f5 | g5 | h5 |
| a4 | b4 | c4 | d4 | e4 | f4 | g4 | h4 |
| a3 | b3 | c3 | d3 | e3 | f3 | g3 | h3 |
| a2 | b2 | c2 | d2 | e2 | f2 | g2 | h2 |
| a1 | b1 | c1 | d1 | e1 | f1 | g1 | h1 |

| a8 | b8 | c8 | d8 | e8 | f8 | g8 | h8 |
| a7 | b7 | c7 | d7 | e7 | f7 | g7 | h7 |
| a6 | b6 | c6 | d6 | e6 | f6 | g6 | h6 |
| a5 | b5 | c5 | d5 | e5 | f5 | g5 | h5 |
| a4 | b4 | c4 | d4 | e4 | f4 | g4 | h4 |
| a3 | b3 | c3 | d3 | e3 | f3 | g3 | h3 |
| a2 | b2 | c2 | d2 | e2 | f2 | g2 | h2 |
| a1 | b1 | c1 | d1 | e1 | f1 | g1 | h1 |

Több olyan sakkszámítógép is létezik, amelyek játékereje állítólag meghaladja minden emberi játékosét, ezt azonban igen nehéz bizonyítani. A számítógépek nem kapnak FIDE-pontszámot. Versenyszerű mérkőzéseik a szupernagymesterekkel előfordulnak ugyan, de ritkák.
2006 áprilisában a Hydra volt az egyik legnagyobb játékerejű számítógép a világon: létrehozói a FIDE-skálán 3000 pont fölé becsülték a képességeit. Ezt arra alapozták, hogy Michael Adams nemzetközi nagymester 2005-ben egy hat mérkőzéses viadalon mindössze egyetlen döntetlent ért el a gép ellen. Hat játszma azonban sovány statisztikai alátámasztás.
A Rybka program, amely 2007 novemberében a különböző számítógép-ranglisták élén állt, a becslések szerint 2900 és 3120 közti játékerővel rendelkezik, attól függően, milyen hardveren fut, illetve szoftverének melyik változatát használják.

## Fordítás
- Ez a szócikk részben vagy egészben  az   Elo rating system című angol Wikipédia-szócikk ezen változatának fordításán alapul.  Az eredeti cikk szerkesztőit annak laptörténete sorolja fel. Ez a jelzés csupán a megfogalmazás eredetét és a szerzői jogokat jelzi, nem szolgál a cikkben szereplő információk forrásmegjelöléseként.